# Erwin Loewenson
Erwin Loewenson (* 31. August 1888 in Thorn; † 22. Januar 1963 in Tel-Aviv, Israel) war Mitglied des Neuen Clubs und unter dem Pseudonym Golo Gangi Mitarbeiter für Literaturzeitungen Die Aktion, Der Feuerreiter. Blätter für Dichtung und Kritik und Der Demokrat.

## Leben
Loewenson wurde als Sohn eines Zahnarztes geboren und wuchs ab 1894 in Berlin auf, wo er später das Friedrich-Wilhelm-Gymnasium besuchte und 1907 das Abitur machte. Danach studierte er zunächst zwei Jahre lang Jura und wechselte 1909 zur Philosophie, für die er weitere acht Jahre eingeschrieben war; allerdings beschäftigte er sich in diesen Jahren auch mit Medizin, Psychologie, Biologie, Naturwissenschaft und Germanistik.
1908 trat er in die 1881 gegründete Studentenverbindung Freie Wissenschaftliche Vereinigung (FWV) ein, wo er Kurt Hiller kennenlernte. Mit ihm gründete er im folgenden Jahr den Neuen Club, in dem er bis zu dessen Ende Anfang 1914 eine führende Rolle spielte. Zu dieser Zeit und möglicherweise vermittelt durch Martin Buber wurde Loewenson Zionist. Im Ersten Weltkrieg diente er trotz Dienstuntauglichkeit wegen eines Augenleidens von 1916 bis 1918 einer Fliegertruppe und war danach noch bis 1919 militärischer Zivilangestellter.
1922 heiratete Loewenson die Pianistin Alice Jacob und wurde Sekretär im Deutschen Palästinahilfswerk. In der zionistischen Bewegung engagierte sich Loewenson organisatorisch und publizistisch und emigrierte 1933 über Paris nach Palästina.
Sein Nachlass befindet sich heute im Deutschen Literaturarchiv Marbach und im Leibniz-Archiv der Landesbibliothek Hannover.

## Veröffentlichungen
- 1922 Georg Heym: Dichtungen. Ausgabe besorgt von Kurt Pinthus und Erwin Loewenson. Wolff, München 1922
- 1962 Georg Heym oder Vom Geist des Schicksals. Ellermann, Hamburg